# Oelachan-Sis
Oelachan-Sis (Russisch: Улахан-Сис) is de benaming voor twee bergketens in het noordoosten van de Russische autonome deelrepubliek Jakoetië:
Eén ervan (69° 30′ NB, 149° 42′ OL) vormt een verlenging van de bergketen Polooesny krjazj aan oostzijde van de Indigirka. De bergketen heeft een hoogte van maximaal 757 meter. Deze bergketen ligt op het interfluvium tussen de rivieren Erna en Sjandrin in het noordwesten en de rivieren Chatystach en Arga-Joerjach in het zuidoosten en strekt zich uit over een lengte van ongeveer 160 kilometer tussen de Indigirka in het westen en de bronnen van de rivier de Soendroen in het oosten. Het bestaat uit een formatie van graniet, Devoonse zandsteen en uitvloeiingsgesteente. In de valleien groeien op sommige plaatsen lariksbossen. Ten noorden ervan ligt het Kondakovplateau.
De andere bergketen ligt zuidwestelijker (70° 29′ NB, 134° 27′ OL), in het noorden van het bergsysteem Koelar, op het interfluvium tussen de Jana en een aantal rechter zijrivieren van de Omoloj (onder andere Oelachan-Kjoeegjoeljoer). Deze bergketen is ongeveer 100 kilometer lang en tot 501 meter hoog. Ten noorden van het gebergte liggen de voormalige mijnwerkers plaatsen Koelar, Vlasovo en Entoeziastov (allen opgeheven in 1998).